# Torgauer Marsch
Der Torgauer Marsch (Armeemarsch III, 69; Armeemarsch II, 210) ist ein deutscher Militärmarsch.
Der Marsch soll von einem in Torgau ansässigen Lehrer namens Scholz komponiert worden sein. Die Namensgebung hat nichts mit der Schlacht bei Torgau zu tun. Friedrich Wilhelm III. soll ihn bei seinem Besuch in Torgau am 24. Juni 1817 von Lehrer Scholz überreicht bekommen haben. Der Torgauer war ein Kavalleriemarsch, wurde aber auch, in langsamerer Form, von der Infanterie gespielt.
Der Torgauer Marsch ist der Bataillonsmarsch des Aufklärungslehrbataillons 3 „Lüneburg“.